# ZCCHC13
ZCCHC13 (англ. Zinc finger CCHC-type containing 13) – білок, який кодується однойменним геном, розташованим у людей на довгому плечі X-хромосоми. Довжина поліпептидного ланцюга білка становить 166 амінокислот, а молекулярна маса — 18 005.
| 10         |  | 20         |  | 30         |  | 40         |  | 50         |
| ---------- |  | ---------- |  | ---------- |  | ---------- |  | ---------- |
| MSSKDFFACG |  | HSGHWARGCP |  | RGGAGGRRGG |  | GHGRGSQCGS |  | TTLSYTCYCC |
| GESGRNAKNC |  | VLLGNICYNC |  | GRSGHIAKDC |  | KDPKRERRQH |  | CYTCGRLGHL |
| ARDCDRQKEQ |  | KCYSCGKLGH |  | IQKDCAQVKC |  | YRCGEIGHVA |  | INCSKARPGQ |
| LLPLRQIPTS |  | SQGMSQ     |  |            |  |            |  |            |

A: Аланін

C: Цистеїн

D: Аспарагінова кислота

E: Глутамінова кислота

F: Фенілаланін

G: Гліцин

H: Гістидин

I: Ізолейцин

K: Лізин

L: Лейцин

M: Метіонін

N: Аспарагін

P: Пролін

Q: Глутамін

R: Аргінін

S: Серин

T: Треонін

V: Валін

W: Триптофан

Білок має сайт для зв'язування з іонами металів, іоном цинку. 